# Yokoi Tadao

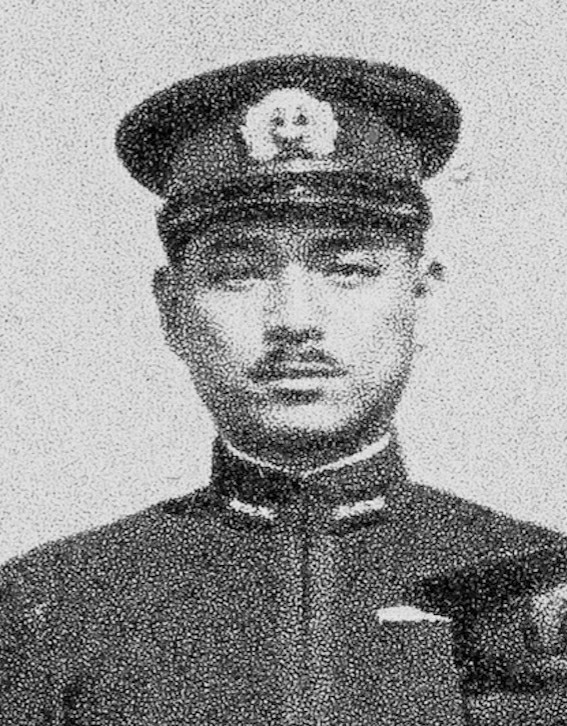
Konteradmiral Tadao Yokoi

Yokoi Tadao (japanisch 横井 忠雄; * 6. März 1895 in Ōita; † 10. September 1965) war während des Zweiten Weltkriegs ein Offizier der Kaiserlich Japanischen Marine, zuletzt im Rang eines Konteradmirals. 

## Leben

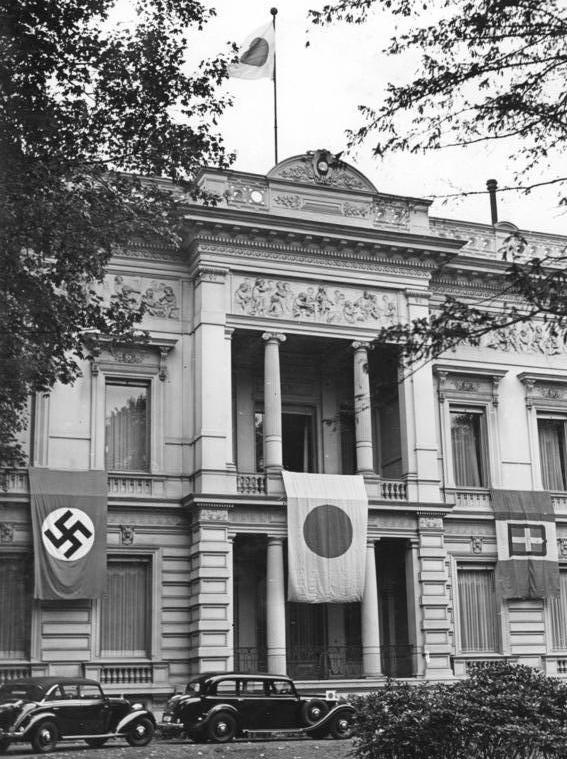
Die japanische Botschaft an der Tiergartenstraße in Berlin (1940)

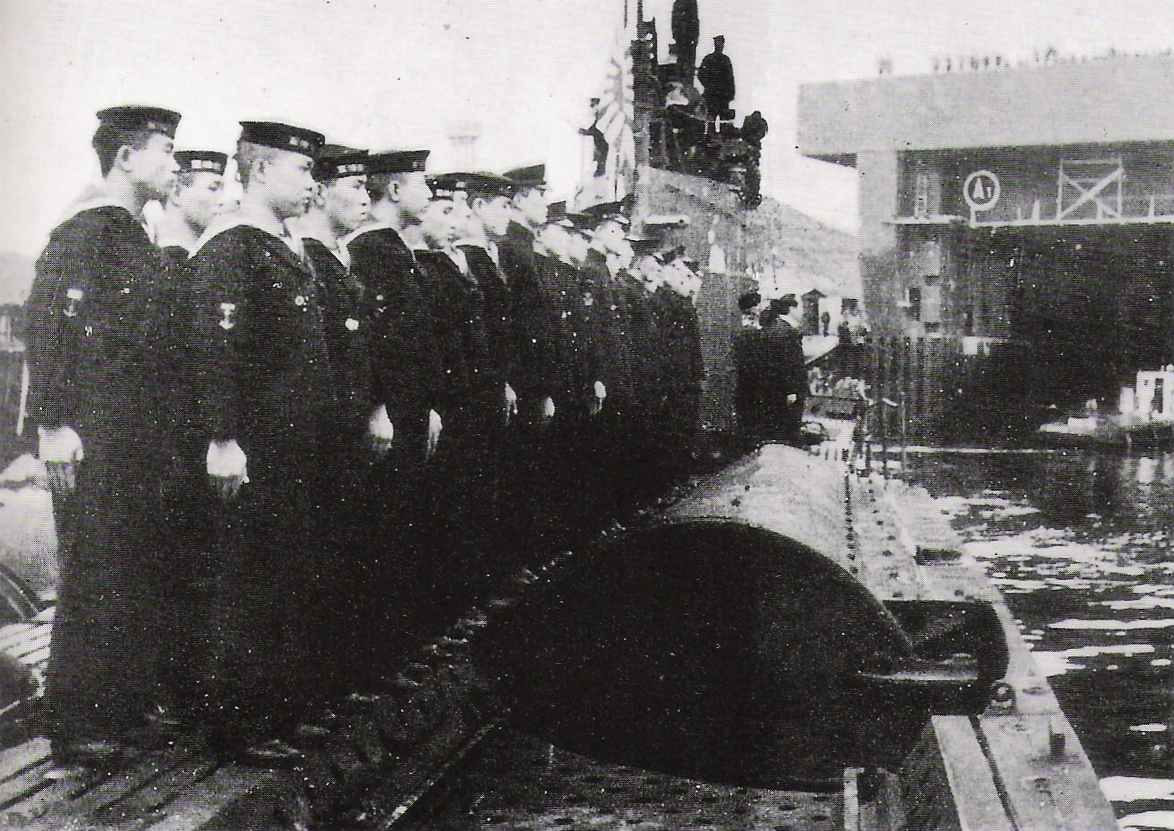
Das japanische U-Boot I-8 in Brest (1943)

Tadao Yokoi war während der ersten Hälfte des Zweiten Weltkriegs einer der glühenden Verfechter des 1940 geschlossenen Dreimächtepakts zwischen dem Deutschen Reich, dem Kaiserreich Japan und dem Königreich Italien. Zu dieser Zeit war er Marineattaché an der japanischen Botschaft in Berlin.
Am 11. September 1942 unterzeichnete er im Namen Japans eine deutsch-japanische Vereinbarung über die Marine-Funkkommunikation mit dem kriegsverbündeten Deutschland. Auf deutscher Seite war es Vizeadmiral Erhard Maertens (1891–1945), der Chef des Marinenachrichtendienstes. Zum verschlüsselten Nachrichtenaustausch war eigens ein spezielles Modell der Rotor-Chiffriermaschine Enigma vorgesehen, die Enigma-T. Sie wurde auch als Tirpitz-Maschine bezeichnet und von den Japanern Tirupitsu genannt.
Etwas später änderte sich seine politische Einstellung grundlegend, woraus er keinen Hehl machte. Im August 1943 wurde er an Bord des japanischen U-Boots I-8 nach Japan zurückgebracht und in Berlin durch Hideo Kojima ersetzt. Kurz vor Kriegsende wurde er in der Heimat Kommandeur des 6. Spezialangriffsgeschwaders.